# Perfect World (empresa)
Perfect World Co., Ltd. (en chino: 完美世界股份有限公司) es una empresa china de medios de comunicación con sede en Pekín. Fue fundada en 2004 por Chi Yufeng. La empresa consta de dos segmentos comerciales: Perfect World Games, una editorial de videojuegos, y Perfect World Pictures, una productora de películas.
Perfect World es el distribuidor exclusivo de los videojuegos de Valve Dota 2 y Counter-Strike: 2 en China.

## Historia
Perfect World fue fundada en 2004 por Chi Yufeng. Graduado en 1994 de la Universidad Tsinghua, Chi había fundado Beijing Hongen Education and Technology en 1996, que vendía software educativo para enseñar a los consumidores chinos cómo usar computadoras personales y aprender inglés. Estableció a Perfect World, entonces también conocido como Perfect World Games, como desarrollador y editor de videojuegos multijugador en línea. La empresa comenzó a cotizar en la bolsa de valores Nasdaq en 2007. En 2008, Chi fundó la productora de cine Perfect World Pictures. Después de que Perfect World Games fuese eliminada de Nasdaq en 2015, se fusionó con Perfect World Pictures, que cotizaba en la Bolsa de Valores de Shenzhen, en 2016. La empresa combinada pasó a llamarse Perfect World. Perfect World Investment & Holding Group (en chino: 完美世界控股集团有限公司), un holding fundado por Chi el 14 de agosto de 2013, posee una participación mayoritaria en Perfect World.
Perfect World compró la desarrolladora Cryptic Studios a Atari, SA en mayo de 2011 por 35 millones de euros. La transacción se completó en agosto de ese año.
Perfect World Entertainment era la filial de videojuegos norteamericana de Perfect World. Fue fundada en junio de 2008.
Perfect World vendió Perfect World Entertainment y Cryptic Studios a Embracer Group. Ambos estudios están bajo Gearbox a partir de 2021.

## Filiales

### Perfect World Europe
Perfect World Europe BV es la filial europea de videojuegos de Perfect World. Se fundó a principios de 2010 en Ámsterdam. Gabriel Hacker fue nombrado director general de Perfect World Europe en mayo de 2012. A principios de 2020, se despidió a una gran parte del personal de la empresa, dejando solo los departamentos de finanzas, atención al cliente y localización.

### Runic Games
Runic Games fue un estudio desarrollador fundado en 2008 y con sede en Seattle. Perfect World adquirió una participación mayoritaria en el estudio en mayo de 2010 por 8,4 millones de dólares. El 3 de noviembre de 2017, Perfect World cerró Runic Games, citando el enfoque del editor en los videojuegos como servicio.

## Colaboraciones con Valve
El 25 de febrero de 2016, Perfect World acogió el Shanghai Major de Dota 2. Si bien el torneo en sí fue bien recibido con respecto a las actuaciones de los jugadores, el evento generó críticas debido a retrasos en la transmisión, transmisiones irregulares y varios otros problemas dentro del torneo, incluido el robo y el deterioro del equipo de los equipos competidores. En el mes que siguió al evento, el presidente de Perfect World, Yunfan Zhang, se disculpó por los problemas con el evento.
En junio de 2018, Perfect World y Valve anunciaron que estaban desarrollando una versión del servicio Steam para el mercado chino.

## Videojuegos desarrollados
- Perfect World – enero de 2006
  - Perfect World II – noviembre de 2006; pasó a llamarse Perfect World International
- Legends of Martials Arts – septiembre de 2006
- Jade Dynasty – MMORPG 3D - mayo de 2007
- Chi Bi – enero de 2008
- Hot Dance Party – marzo de 2008
- Pocketpet Journey West – octubre de 2008
- Battle of the Immortals – abril de 2009
- Ether Saga Odyssey – julio de 2009
- Fantasy Zhu Xian – octubre de 2009
- Dragon Excalibur – octubre de 2010
- Forsaken World – octubre de 2010
- Empire of the Immortals – 2010
- War of the Immortals – diciembre de 2012
- TOUCH - marzo de 2013
- Swordsman Online – julio de 2014
- Final Fantasy Type-0 Online – 2017[17]
- Tower of Fantasy – agosto de 2022
- Neverness to Everness - 2025